# Exosphaeroma paydenae
Exosphaeroma paydenae — вид рівноногих ракоподібних родини Sphaeromatidae.

## Назва
Вид названий на честь Джоан Пайден, яка фінансувала експедицію, завдяки якій відкрили цей вид.

## Поширення
Ендемік Аляски. Живе у приливній зоні бухти Кіска на острові Кіска на Алеутських островах.

## Історія відкриття
Голотип знайдений у типовому місцезнаходженні у 1873 році. Зразок зберігався у колекції Музею природознавства Лос-Анджелеса. Новий вид описаний у 2015 році разом з двома іншими новими видами Exosphaeroma pentcheffi та Exosphaeroma russelhansoni